# Свобода (косметическая фабрика)
«Свобода» — советское и российское предприятие, выпускающее косметические изделия и средства гигиены. Расположено в Москве, в Савёловском районе. На предприятии функционируют три производства: твердого мыла, косметики и зубных паст и шампуней. Важнейшая продукция выпускается под марками "SVOBODA Natural", "SVOBODA Men Care", "Тик-Так", "Diamant", "Алиса", "Ballet","Little love"", "Эффект", "Люкс", "Геронтол", Вечер", "Янтарь" (косметика), "Пародонтол", "Фтородент" (зубные пасты), "Gamma"  (краски для волос). Выпуск массовой продукции сочетается с широкой исследовательской работой: у предприятия имеется собственный научный центр.

## История
Фабрика «Свобода» возникла на базе старейшей в России парфюмерной фабрики Товарищества «А. Ралле и Ко», открытой в Москве в 1843 году.
В 1917 году фабрика «А. Ралле и Ко» была национализирована, получив название «Государственный мыловаренный завод № 4». Руководители нескольких «номерных» предприятий, недовольные безликими названиями заводов, стали ходатайствовать перед Советом народных комиссаров о присвоении им более благозвучных имен — так в 1922 году фабрика получила название «Государственная мыльно-косметическая фабрика „Свобода“», вошедшая в том же году в трест ТэЖэ.
В 1930 году при реорганизации мыльно-косметических производств в Москве парфюмерное подразделение фабрики было передано фабрике «Новая заря», а всё производство туалетного мыла, напротив, консолидировано на фабрике «Свобода».

## Современное состояние
С 2018 года называется АО «Свобода».
Научный центр АО «Свобода», объединяющий семь профильных лабораторий, осуществляет разработку и внедрение в производство косметических изделий и средств гигиены для взрослых и детей от 0 лет. Ассортимент выпускаемой продукции насчитывает более 350 наименований.
На предприятии работает свыше 500 человек. Выручка предприятия в 2022 году составила 2,636 млрд руб., чистая прибыль — 127,6 млн руб.
АО "Свобода" является частным предприятием.